# Sarina Bolden
Sarina Isabel Calpo Bolden (født 30. juni 1996) er en filippinsk-amerikansk professionel fodboldspiller, der spiller som midtbanespiller for A-League Women-klubben Western Sydney Wanderers. Hun er født i USA og repræsenterer Filippinernes kvindelandshold.

Bolden udmærker sig ved at have scoret det første FIFA-VM-mål for kvinder nogensinde for Filippinerne. Den 25. juli 2023 scorede Bolden et hovedstød mod medvært New Zealand for at vinde landets første historiske VM-sejr.